# Vanda Ziherl
Vanda Ziherl, slovenska operna pevka, * 25. september 1915, Scheifling, Avstro-Ogrska, † 1992, Ljubljana.

## Življeneje in delo
Vanda Ziherl, hči Ane Kobal Ziherl, je mladost preživela v Avstriji, Škofji Loki in Ljubljani, kjer je obiskovala osnovno in meščansko šolo. Od 1922 se je učila klavir na nižji šoli Glasbene matice. Od 1930 do 1932 pa solopetje na srednjem državnem konservatoriju. Med tem še gledališko igro zasebno pri Hinku Nučiču. Potem je do leta 1938 študirala petje na Akademiji za glasbo v Zagrebu.
Nastopala je na koncertih, npr. za božič 1938 do 1940 v ljubljanski dvorani Union. Leta 1941 se je vključila v NOB, bila obveščevalka, potem pomagala materi skrbeti za otroke borcev in ilegalcev, leta 1943 je bila sprejeta v KPS. Februarja 1944 je odšla v partizane, bila članica SNG na osvobojenem ozemlju v Črnomlju in veliko nastopala. Oktobra 1944 je prišla v Italijo, potovala prek Barija v Gravino, tu bila politkomisar zbora JA Srečko Kosovel in njegova edina pevka. Z njim je nastopala v Italiji, Sloveniji in po Evropi. 
Od 1945 je bila solistka v Partizanskem invalidskem pevskem zboru, z njim posnela plošče Partizanske pesmi I-IV (1968, spremno besedilo Radovan Gobec). Od jeseni 1945 do upokojitve 1965 je bila solistka ljubljanske Opere.

## Odlikovanja
- red zaslug za narod s srebrno zvezdo (1952) in s srebrnimi žarki (1980)
- medalja za hrabrost (1963)
- red bratstva in enotnosti s srebrnim vencem (1969)

V imenu družine je 1979 prevzela zlato plaketo ilegalca.

## Izbrane vloge
- B. Smetana, Prodana nevesta (Hata, 1945),
- W. A. Mozart, Figarova svatba (Kerubin, 1947),
- G. Bizet, Carmen (Mercedes, 1948),
- P. I. Čajkovski, Jevgenij Onjegin (Olga 1948, Larina 1959),
- G. Verdi, Traviata (Flora, 1949), Trubadur (Ines, 1949) in Rigoletto (Giovanna, 1953),
- U. Giordano, André Chénier (Mulatka Bersi, 1952, 1957),
- M. P. Musorgski, Boris Godunov (Dojilja, 1952),
- B. Britten, Beraška opera (Postopačka, 1953),
- G. Puccini, Madame Butterfly (Suzuki, 1953),
- M. Kogoj, Črne maske (Emilija, 1957)